# Deliver
Deliver (också känd som The Mamas & The Papas Deliver) är The Mamas and the Papas tredje studioalbum, släppt 1967. Albumet stöddes när det kom ut av två hitsinglar "Creeque Alley" (historien om hur gruppen kom till) och "Dedicated to the One I Love". En mindre hit blev också "Look Through My Window". Albumet blev tvåa på Billboardlistan.

## Låtlista
Sida 1
1. "Dedicated to the One I Love" (Ralph Bass/Lowman Pauling) – 2:56
2. "My Girl" (Smokey Robinson/Ronald White) – 3:35
3. "Creeque Alley" (John Phillips/Michelle Phillips) – 3:45
4. "Sing for Your Supper" (Lorenz Hart/Richard Rodgers) – 2:46
5. "Twist and Shout" (Phil Medley/Bert Russell) – 2:54
6. "Free Advice" (John Phillips/Michelle Phillips) – 3:15

Sida 2
1. "Look Through My Window" (John Phillips) – 3:05
2. "Boys and Girls Together" (John Phillips) – 3:15
3. "String Man" (John Phillips/Michelle Phillips) – 2:59
4. "Frustration" (John Phillips) – 2:50
5. "Did You Ever Want to Cry" (John Phillips) – 2:53
6. "John's Music Box" (John Phillips) – 1:00